# Dana Zátopková
Dana Zátopková (pronunție în cehă [ˈdana ˈzaːtopkovaː]; născută Ingrová pronunție în cehă [ˈɪŋɡrovaː], n. 19 septembrie 1922, Fryštát⁠(d), Moravia-Silezia, Cehia – d. 13 martie 2020, Praga, Cehia) a fost o atletă cehă care a concurat în proba de aruncare a suliței. A câștigat medalia de aur la Jocurile Olimpice de vară din 1952 (la doar o oră după ce soțul ei, Emil Zátopek, a câștigat cursa de 5.000 m) și medalia de argint la Jocurile Olimpice de vară din 1960. A fost campioană europeană în 1954 și 1958. De asemenea, a stabilit un record mondial în 1958 (55,73 m) pe când avea 35 de ani, devenind astfel cea mai în vârstă femeie care a doborât un record mondial la un eveniment de atletism în aer liber.

## Viață
Dana a devenit interesată de atletism în timp ce era elevă la școala din Uherské Hradiště. În timpul și la scurt timp după al Doilea Război Mondial, Dana Ingrová a fost implicată activ în handbal. Și-a dovedit talentul sportiv în 1949, când a devenit campioană cehoslovacă la handbal feminin în tricoul echipei Slovácká Slavie.
Din 1946, alături de handbal, Dana Ingrová a început să se dedice din nou atletismului și, prin coincidență, a ajuns la sportul care ulterior a făcut-o faimoasă, aruncarea suliței. Doi ani mai târziu, în calitate de campioană națională, a plecat să reprezinte Cehoslovacia la Jocurile Olimpice de la Londra din 1948, unde s-a clasat pe locul șapte. La scurt timp după olimpiadă, pe 24 octombrie 1948, s-a căsătorit cu alergătorul de cursă lungă Emil Zátopek. Interesant, Dana și Emil împărtășesc aceeași dată de naștere.
Următoarele Jocuri Olimpice și Campionate Europene au fost evenimentele unde Dana Zátopková a devenit faimoasă, câștigând două titluri olimpice (1952, 1956) și două titluri europene (1954, 1958).
După ce și-a încheiat cariera sportivă activă în 1962, Dana Zátopková s-a dedicat carierei de antrenor. Din 1960 până în 1972, a fost și membră a Comisiei pentru Femei a IAAF.
Zátopková și soțul ei au fost martori la căsătoria medaliatilor olimpici cu aur Olga Fikotová și Harold Connolly la Praga în 1957. Emil a vorbit cu președintele cehoslovac Antonín Zápotocký, căruia i-a cerut ajutorul pentru ca Olga să obțină un permis pentru a se căsători cu Connolly. Deși nu este clar cât de mult a ajutat acest lucru, cei doi au primit un permis câteva zile mai târziu.

## Deces
Zátopková a murit în somn în dimineața zilei de 13 martie 2020, la Spitalul Militar Central din Praga, la vârsta de 97 de ani.
Înmormântarea a avut loc pe 20 martie 2020 la Praga, în crematoriul Strašnice. Din cauza pandemiei coronavirusului și a măsurilor de carantină în vigoare, evenimentul a avut loc într-un cerc strâns de prieteni și personalități ale sportului ceh, iar participarea publicului nu a fost posibilă. Întreaga ceremonie a fost transmisă în direct la Televiziunea Cehă.
Rămășițele sale au fost îngropate în Valašské Slavín în Rožnov pod Radhoštěm, într-un mormânt comun cu soțul ei, Emil.

## Realizări
| An                        | Competiție                | Locație                   | Loc                       | Note                      |                           |
| Reprezentând Cehoslovacia | Reprezentând Cehoslovacia | Reprezentând Cehoslovacia | Reprezentând Cehoslovacia | Reprezentând Cehoslovacia | Reprezentând Cehoslovacia |
| ------------------------- | ------------------------- | ------------------------- | ------------------------- | ------------------------- | ------------------------- |
| 1948                      | Jocurile Olimpice         | Londra, Regatul Unit      | 7                         | 39,94 m                   |                           |
| 1950                      | Campionatele Europene     | Bruxelles, Belgia         | 5                         | 41,34 m                   |                           |
| 1952                      | Jocurile Olimpice         | Helsinki, Finlanda        | 1                         | 50,47 m                   |                           |
| 1954                      | Campionatele Europene     | Berna, Elveția            | 1                         | 52,91 m                   |                           |
| 1956                      | Jocurile Olimpice         | Melbourne, Australia      | 4                         | 49,83 m                   |                           |
| 1958                      | Campionatele Europene     | Stockholm, Suedia         | 1                         | 56,02 m                   |                           |
| 1960                      | Jocurile Olimpice         | Roma, Italia              | 2                         | 53,78 m                   |                           |